# Kanton Bourg-en-Bresse-2
Der Kanton Bourg-en-Bresse-2 ist ein französischer Kanton im Arrondissement Bourg-en-Bresse, im Département Ain und in der Region Auvergne-Rhône-Alpes. Er umfasst drei Gemeinden und den Südwestteil der Gemeinde Bourg-en-Bresse, in der auch sein bureau centralisateur liegt.
Die heutige Verwaltungseinheit wurde im Rahmen der landesweiten Neuordnung der Kantone im Jahr 2015 geschaffen und ersetzte eine ähnliche Struktur aus mehreren Kantonen (Bourg-en-Bresse-Est, -Nord-Centre und -Sud) sowie den Kanton Péronnas. Er schließt das Bahnhofsviertel von Bourg-en-Bresse mit ein.

## Gemeinden
Der Kanton besteht aus vier Gemeinden und Gemeindeteilen mit insgesamt 26.644 Einwohnern (Stand: 1. Januar 2022) auf einer Gesamtfläche von 44,54 km²:
| Gemeinde                 | Einwohner 1. Januar 2022 | Fläche km² | Dichte Einw./km² | Code INSEE | Postleitzahl |
| ------------------------ | ------------------------ | ---------- | ---------------- | ---------- | ------------ |
| Bourg-en-Bresse          | 13.207                   | 7,03       | 1.879            | 01053      | 01000        |
| Péronnas                 | 6.437                    | 17,55      | 367              | 01289      | 01960        |
| Saint-Denis-lès-Bourg    | 6.078                    | 12,58      | 483              | 01344      | 01000        |
| Saint-Rémy               | 922                      | 7,38       | 125              | 01385      | 01310        |
| Kanton Bourg-en-Bresse-2 | 26.644                   | 44,54      | 598              | 0106       | –            |

1. ↑   Nur der südliche Teil der Gemeinde, der Rest gehört zum Kanton Bourg-en-Bresse-1.

## Politik
| Vertreter im Départementsrat | Vertreter im Départementsrat | Vertreter im Départementsrat |
| Amtszeit                     | Namen                        | Partei                       |
| ---------------------------- | ---------------------------- | ---------------------------- |
| 2015–2021                    | Hélène Cédileau Pierre Lurin | DVD LR                       |
| 2021–                        | Hélène Cédileau Pierre Lurin | DVD LR                       |